# Copa Alagoas de Futebol de 2025
A Copa Alagoas de 2025 foi a 11ª edição do torneio que garantirá ao campeão uma vaga na Série D do Campeonato Brasileiro de 2026. Além disso, acontece a disputa de uma vaga para a Copa do Brasil de 2026 contra a equipe que se classificou como terceira colocado do Campeonato Alagoano 2025.

## Regulamento
Os Clubes jogam em sistema somente de ida, em que os integrantes do Grupo A enfrentam os adversários do Grupo B, perfazendo o total de 6 (seis) jogos para cada, com cada Clube mandando 3 (três) jogos. Ao final da Primeira Fase, os Clubes classificados nos 2 (dois) primeiros lugares de cada grupo estarão classificados para a Fase Semifinal da Copa Alagoas.
Na Fase Semifinal, os Clubes se enfrentam, em jogos de ida e volta, com mando de campo da segunda partida do Clube com melhor campanha na Primeira Fase, de acordo com o seguinte chaveamento:
- GRUPO C: 1º do Grupo A x 2º Grupo A;
- GRUPO D: 1º do Grupo B x 2º Grupo B;

Ao Clube vencedor da Fase Final será atribuído o título de Campeão da Copa Alagoas 2025, além de obter uma vaga no Campeonato Brasileiro da Série D – 2026, exceto para os representantes já classificados para as competições nacionais, caso em que a vaga será do Vice-Campeão da Copa Alagoas 2025 ou observada a classificação final da competição, caso necessário.
O Campeão da Copa Alagoas 2025 disputará uma vaga na Copa do Brasil 2026 em confronto com o terceiro colocado do Campeonato Alagoano da Série A – 2025, podendo as equipes utilizar os atletas registrados no BID até o último dia útil que anteceder a disputa da rodada final da Primeira Fase da Copa Alagoas.

### Critérios de desempate
Os critérios de desempate foram aplicados na seguinte ordem:
1. Maior número de vitórias;
2. Melhor saldo de gols;
3. Maior número de gols marcados;
4. Confronto direto, somente na hipótese de ocorrer entre dois Clubes, sem levar em consideração o gol qualificado fora de casa;
5. Menor número de cartões vermelhos recebidos;
6. Menor número de cartões amarelos recebidos;
7. Sorteio

## Equipes participantes
A Copa Alagoas de 2025, competição que envolve as equipes disputantes do Campeonato Alagoano de Futebol de 2024 e Semifinalistas do Campeonato Alagoano Série B – 2024, terá a participação de 12 (doze) Clubes abaixo relacionados em ordem alfabética:
1. – Agremiação Sportiva Arapiraquense (ASA)
2. – Associação Atlética CORURIPE
3. – Associação Atlética Dimensão Saúde (DIMENSÃO CAPELA)
4. – Centro Esportivo Olhodaguense (CEO)
5. – Centro Sportivo Alagoano (CSA)
6. – Clube de Regatas Brasil (CRB)
7. – Clube Sociedade Esportiva (CSE)
8. – Esporte Clube GUARANY ALAGOANO
9. – IGACI Futebol Clube
10. – MURICI Futebol Clube
11. – Sport Club PENEDENSE
12. – ZUMBI Esporte Clube

## Primeira Fase

### Grupo B
- ^  F1. O Igaci desistiu das atividades profissionais no ano de 2025. Com isso, foi atribuído o placar de 3–0 em favor de seus adversários.

|  |                                  |
|  | Classificado para às Semi-finais |
|  | Eliminados na Primeira Fase      |

## Fase Final
Em itálico as equipes que possuem o mando de campo no jogo de ida; em negrito as equipes vencedoras.
|  |  |

|  | Semifinais | Semifinais | Semifinais | Semifinais |       |           | Final | Final | Final | Final |
|  |            |            |            |            |       |           |       |       |       |       |
|  | Coruripe   | 1          | 0          | 1          |       |           |       |       |       |       |
|  | Penedense  | 1          | 3          | 4          |       |           |       |       |       |       |
|  | Penedense  | 1          | 3          | 4          |       | Penedense | 1     | 0     | 1 (4) |       |
|  |            |            |            |            |       | Penedense | 1     | 0     | 1 (4) |       |
|  |            | CSE (pen)  | 1          | 0          | 1 (5) |           |       |       |       |       |
|  | CSA        | CSE (pen)  | 1          | 0          | 1 (5) | 1         | 1     | 2 (6) |       |       |
|  | CSA        |            |            |            |       | 1         | 1     | 2 (6) |       |       |
|  | CSE (pen)  | 0          | 2          | 2 (7)      |       |           |       |       |       |       |

## Premiação
| Copa Alagoas de Futebol de 2025 |
| ------------------------------- |
| CSE Campeão (2.º título)        |